# Hasta
De hasta is een zware lans met een laurier-vormige bronzen of ijzeren punt die in het oude Romeinse leger werd gebruikt. De hasta werd in republikeinse tijden afgeschaft en vervangen door de pilum en de gladius, maar bleef nog lang in gebruik bij de ruiterij en sommige hulptroepen. In tegenstelling tot de pilum was de hasta niet bedoeld om te werpen, maar om op kortere afstand als steekwapen te dienen.
Doordat voor de productie van dit wapen weinig brons of ijzer nodig was, was het relatief goedkoop, maar effectief omdat het een groter bereik had dan een zwaard en effectiever was tegen ruiterij. De hastati, een van de rangen in de acer triplex, is naar dit wapen vernoemd. Ze heetten zo omdat ze toen ze nog als hoplieten vochten de hasta als primaire wapen hadden. De enige soldaten die nog met een hasta vochten tijdens de Republiek, waren de triarii.

## Symbolisch gebruik

### Hasta pura
Van Tacitus en andere schrijvers weten we dat de hasta ook werd uitgereikt als ereteken, de hasta pura, net als de corona civica voor het redden van het leven van een medeburger.

### Hastarium
Een hasta was het traditionele Romeinse symbool om een veiling aan te kondigen. Een veiling werd dus een hasta genoemd en een veilinghuis een hastarium.